# GNAI1
GNAI1 (англ. G protein subunit alpha i1) – білок, який кодується однойменним геном, розташованим у людей на короткому плечі 7-ї хромосоми. Довжина поліпептидного ланцюга білка становить 354 амінокислот, а молекулярна маса — 40 361.
| 10         |  | 20         |  | 30         |  | 40         |  | 50         |
| ---------- |  | ---------- |  | ---------- |  | ---------- |  | ---------- |
| MGCTLSAEDK |  | AAVERSKMID |  | RNLREDGEKA |  | AREVKLLLLG |  | AGESGKSTIV |
| KQMKIIHEAG |  | YSEEECKQYK |  | AVVYSNTIQS |  | IIAIIRAMGR |  | LKIDFGDSAR |
| ADDARQLFVL |  | AGAAEEGFMT |  | AELAGVIKRL |  | WKDSGVQACF |  | NRSREYQLND |
| SAAYYLNDLD |  | RIAQPNYIPT |  | QQDVLRTRVK |  | TTGIVETHFT |  | FKDLHFKMFD |
| VGGQRSERKK |  | WIHCFEGVTA |  | IIFCVALSDY |  | DLVLAEDEEM |  | NRMHESMKLF |
| DSICNNKWFT |  | DTSIILFLNK |  | KDLFEEKIKK |  | SPLTICYPEY |  | AGSNTYEEAA |
| AYIQCQFEDL |  | NKRKDTKEIY |  | THFTCATDTK |  | NVQFVFDAVT |  | DVIIKNNLKD |
| CGLF       |  |            |  |            |  |            |  |            |

A: Аланін

C: Цистеїн

D: Аспарагінова кислота

E: Глутамінова кислота

F: Фенілаланін

G: Гліцин

H: Гістидин

I: Ізолейцин

K: Лізин

L: Лейцин

M: Метіонін

N: Аспарагін

P: Пролін

Q: Глутамін

R: Аргінін

S: Серин

T: Треонін

V: Валін

W: Триптофан

Кодований геном білок за функцією належить до білків внутрішньоклітинного сигналінгу. 
Задіяний у таких біологічних процесах, як транспорт, клітинний цикл, поділ клітини, мітоз, альтернативний сплайсинг. 
Білок має сайт для зв'язування з нуклеотидами, іонами металів, ГТФ, іоном магнію. 
Локалізований у клітинній мембрані, цитоплазмі, цитоскелеті, ядрі, мембрані.